# Catharina Dóll-Egges
Catharina Dóll-Egges (Wijdenes, 1750 – Amsterdam, 1824) was uitgever en boekverkoper.

## Leven
Egges werd geboren op 4 januari 1750 in Wijdenes. Haar ouders waren de predikant Johannes Egges en Guurtje de Groot. Al in 1760 overleed haar vader. Niet lang daarna trok haar moeder met haar vijf kinderen weg uit Wijdenes. In 1766 ging Egges bij haar tante Bregje de Groot in Medemblik wonen en een jaar later trouwde ze met de Haarlemse koopman Willem Climmer Cloek, die in 1769 overleed. Ze hertrouwde een paar maanden later met Jan Dóll, die net begonnen was als uitgever en boekverkoper in Amsterdam. Toen Dóll in 1781 overleed, zette Egges de boekhandel voort onder de naam Wed. J. Dóll voor meer dan 40 jaar, bijgestaan door 3 van haar 5 kinderen, onder wie Catharina Maria Doll Egges.

## Werk
Egges gaf boeken en kaarten uit. Dit deed ze niet alleen in de lijn van haar man, zoals het geleerde tijdschrift Algemeene bibliotheek, maar ze ontplooide ook nieuwe initiatieven door proza en poëzie van contemporaine schrijvers en vooral ook schrijfsters op de markt te brengen. Zij publiceerde bijvoorbeeld vrouwenalmanakken die een platform vormde voor literair talent, zoals de Almanak voor vrouwen door vrouwen (1791-1822). Schrijfsters van wie ze werk uitgaf waren: Maria van Zuylekom, Adriana van Overstraten, Petronella Moens, Rebekka Dresselaer-Ooremans, Maria Woesthoven, Cornelia Anna Nozeman, en later ook Elisabeth Wolff-Bekker, Agatha Deken, Anna Barbara van Meerten-Schilperoort, Katharina Bilderdijk-Schweickhardt en Fenna Mastenbroek.
Dat vrouwen in het boekenvak niet zeldzaam waren, is te zien aan de talloze uitgaven waar weduwen in het impressum staan vermeld. Een bestaande opvatting over weduwe-uitgeefsters is dat zij noodgedwongen het bedrijf van hun man voortzetten en daarom als uitgever weinig serieus genomen konden worden. Er werd gedacht dat de weduwe na het overlijden van haar man het bedrijf overnam om het gezin te onderhouden, dat de weduwe het familiebedrijf wilde voorzetten om zo snel mogelijk aan de oudste zoon over te dragen of in naam het bedrijf leidde maar feitelijk het werk overliet aan een man met wie zij meestal al snel trouwde. Het werk van Egges laat echter een ander beeld zien van de weduwe-uitgeefster, namelijk van een uitgever met een eigen visie.
Egges' politieke gezindheid is niet op basis van het fonds te bepalen. Ze gaf zowel orangistische als patriottische werken uit. Tot de eerste categorie behoorden werken van onder meer Bilderdijk, Van Hogendorp en Geertruida Maria de Cambon-van der Werken; patriottische teksten waren van schrijvers als Moens, Deken en Samuel Wiselius.

## Afbeeldingen
Deze drie kaarten zijn door Egges uitgegeven en verschenen o.a. in het boek De ontdekking van America, geschikt ter aangenaame en nuttige leezing voor kinderen en jonge lieden van  J.H. Campe.

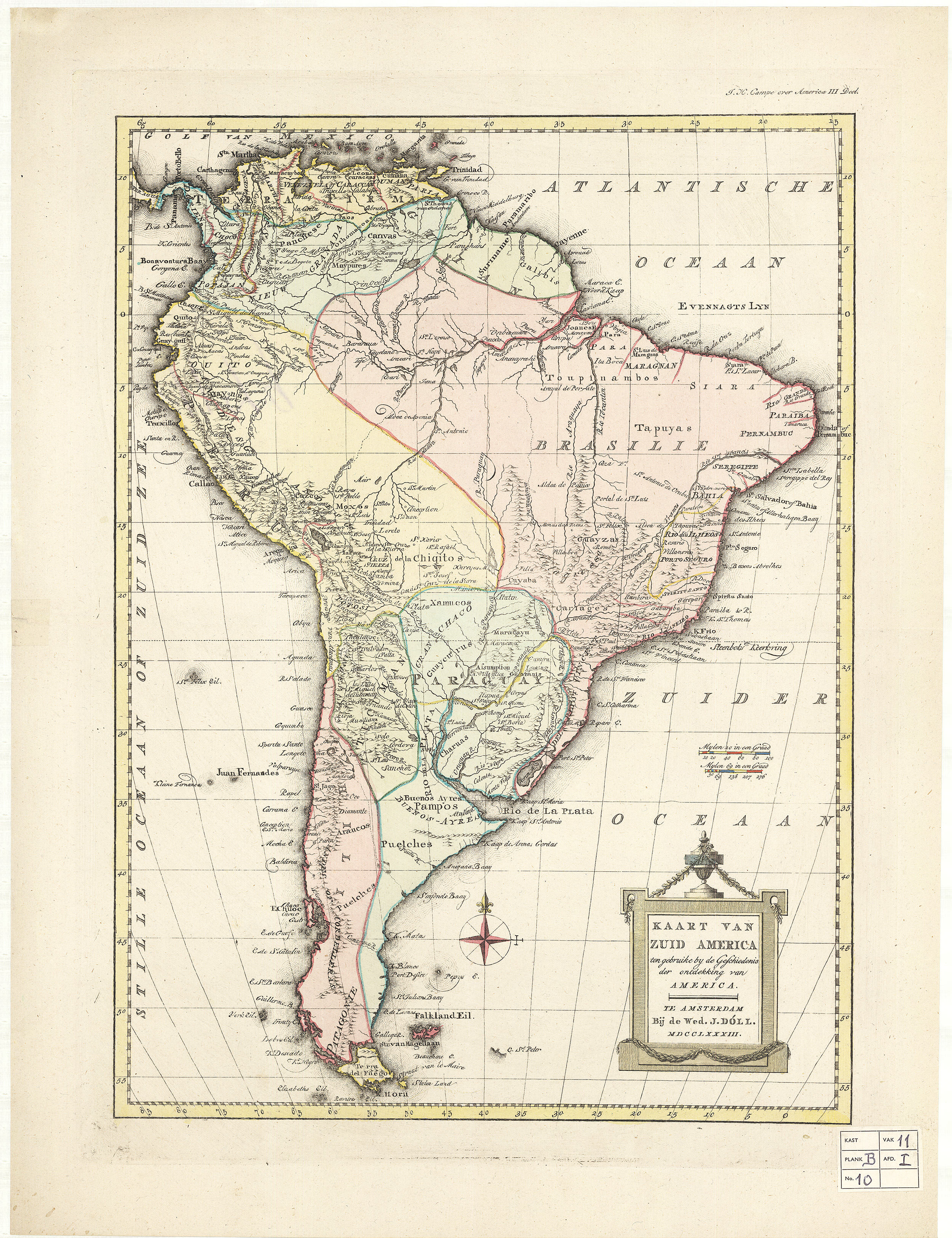
Kaart van Zuid-Amerika: ten gebruike by de geschiedenis der ontdekking van America (1783)
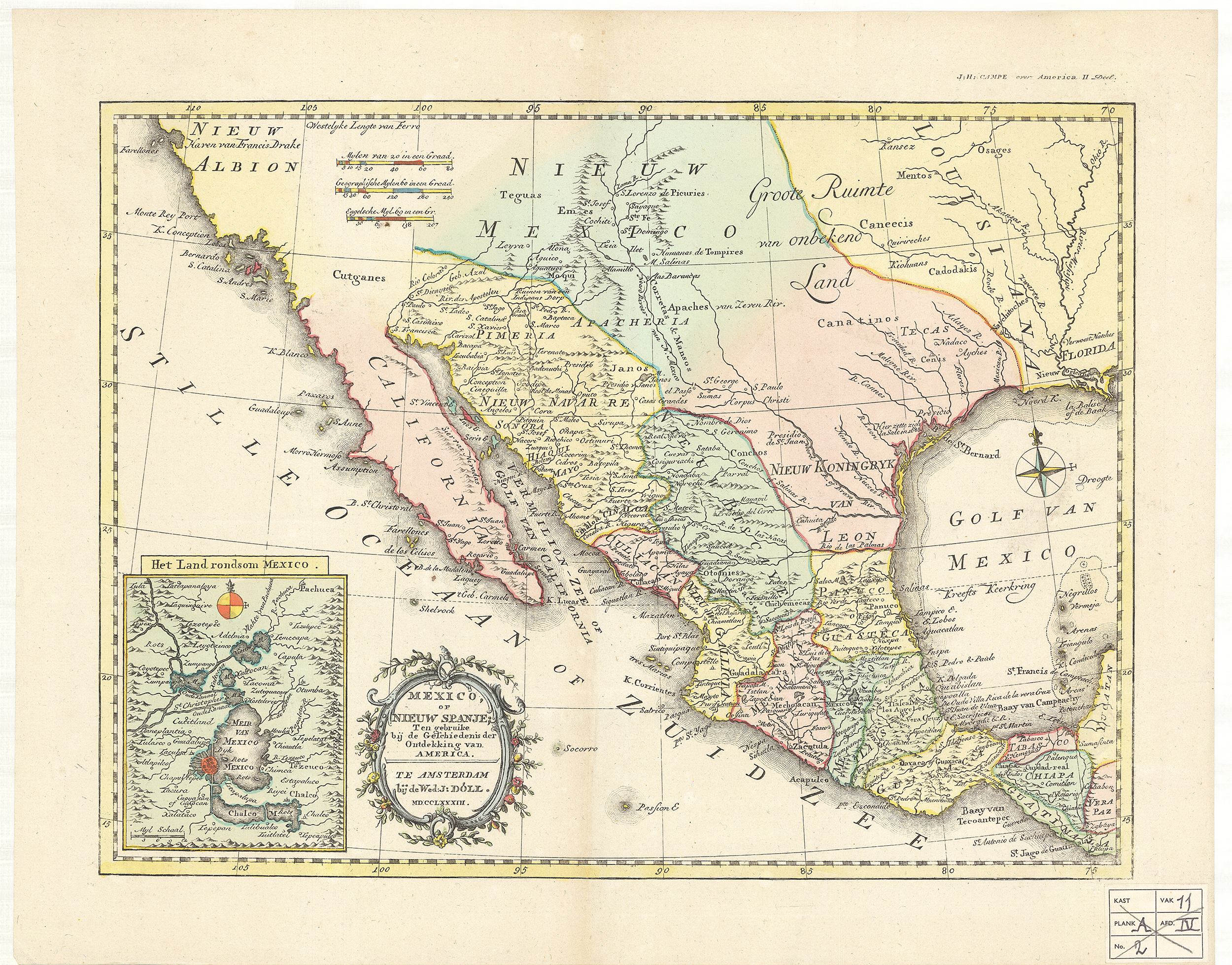
Mexico, of Nieuw Spanje: ten gebruike bĳ de geschiedenis der ontdekking van America (1783)
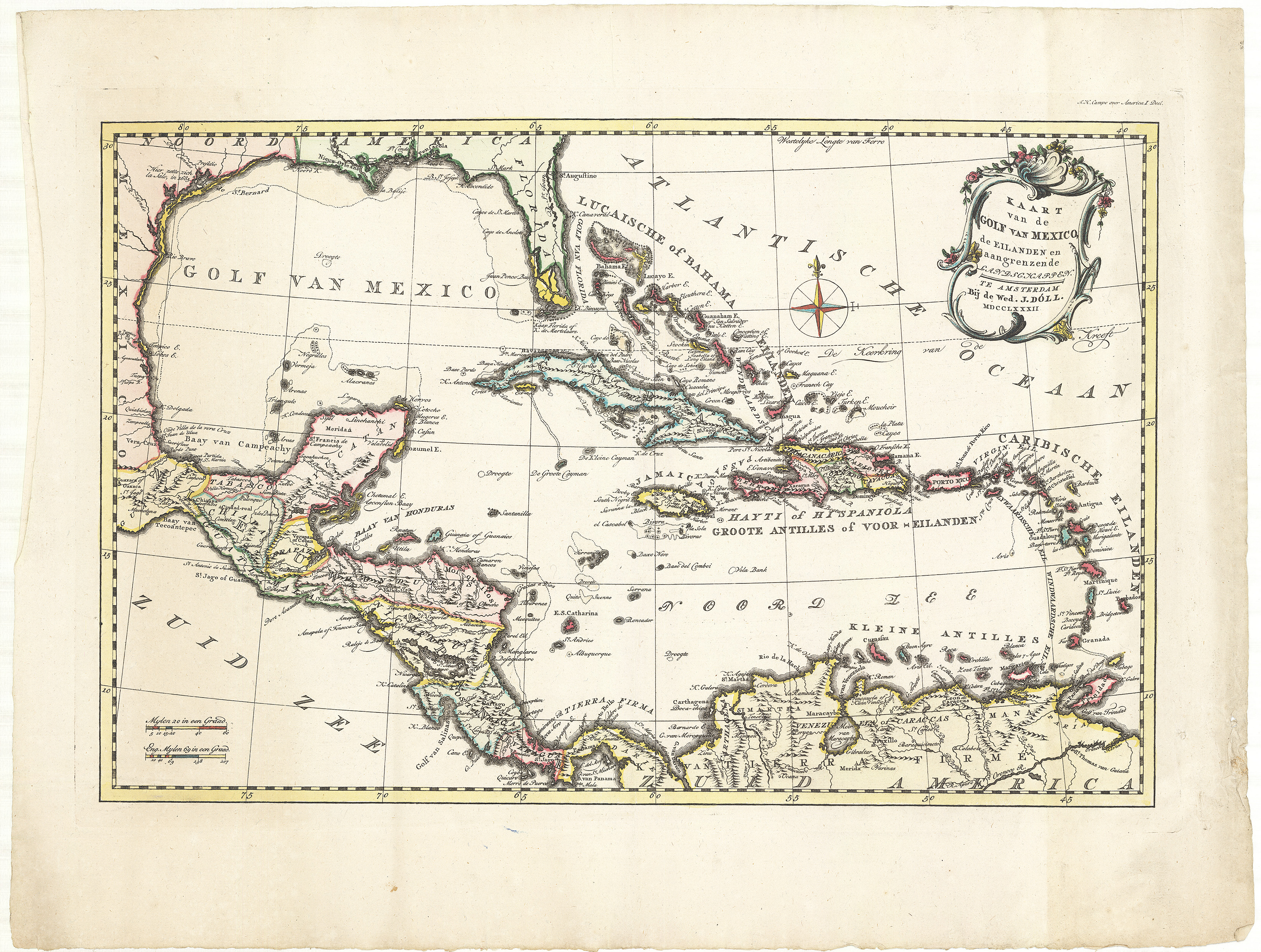
Kaart van de Golf van Mexico, de eilanden en de aangrenzende landschappen (1782)

Deze afbeeldingen komen uit Almanak voor jonge heeren en juffers. Amsterdam: Wed. J. Doll,  (1805-...), een van de vele almanakken die Egges uitgaf.

Afbeelding van borduurwerk met een uitleg over gebruik van kleuren in Almanak voor jonge heeren en juffers (1805)
Titelpagina van Almanak voor jonge heeren en juffers (1808)
Gedicht en afbeelding getiteld Lente-lied in Almanak voor jonge heeren en juffers (1808)